# Mittenothamnium scalpellifolium
Mittenothamnium scalpellifolium är en bladmossart som beskrevs av H. Crum 1968. Mittenothamnium scalpellifolium ingår i släktet Mittenothamnium och familjen Hypnaceae. Inga underarter finns listade i Catalogue of Life.